# Filipe Félix
Filipe, właśc. Filipe Andrade Félix (ur. 7 lutego 1985 w Ipatindze) – brazylijski piłkarz grający na pozycji obrońcy. Posiada polskie obywatelstwo.

## Kariera
Félix swoją karierę zaczynał grając w juniorach CR Vasco da Gama. Przed sezonem 2003/2004 trafił do Górnika Zabrze, stając się pierwszym Brazylijczykiem w historii klubu. W śląskim zespole jak i zarówno w polskiej Ekstraklasie zadebiutował 26 września 2003, kiedy to wystąpił w zremisowanym 2:2 meczu z Legią Warszawa. Pierwszego gola w barwach zabrzan strzelił 5 marca 2004 w spotkaniu z Dyskobolią. Zimą 2006 Félix przeniósł się do Zagłębia Lubin. W nowej drużynie zadebiutował 10 marca w wygranym 1:0 spotkaniu z Lechem Poznań. Z Miedziowymi w sezonie 2006/2007 zdobył tytuł Mistrza Polski, po czym odszedł z zespołu. Rundę jesienną następnych rozgrywek spędził na poszukiwaniu nowego klubu. Ostatecznie zimą 2008 roku podpisał kontrakt z Odrą Opole. W Niebiesko - Czerwonych od razu stał się podstawowym zawodnikiem i jednym z kluczowych graczy. Przed sezonem 2009/2010 przeszedł do drugoligowej (trzeci poziom) Polonii Słubice.
Wiosną w sezonie 2009/2010 grał w GKS Jastrzębie, później m.in. w drużynie Czarnych Żagań.